# Księstwo Kopylsko-Słuckie

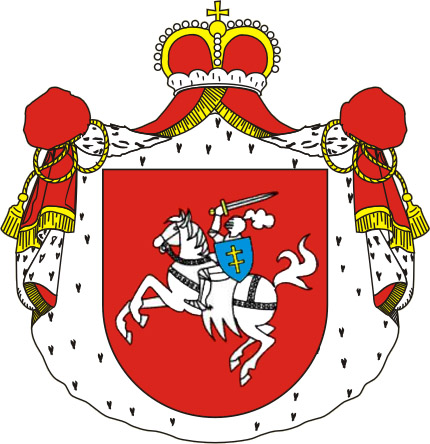
Herb Olelkowiczów (Pogoń Litewska)

Herb Radziwiłłów (Trąby Odm.)

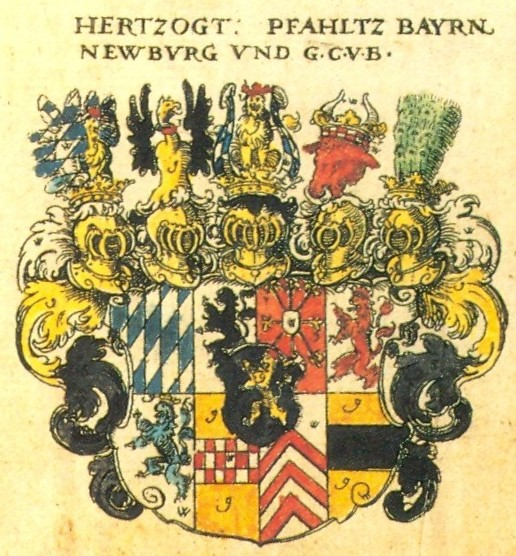
Herb książąt Palatynatu na Neuburgu w herbarzu J. Siebmachera, 1605

Księstwo Słuckie (Kopylsko-Słuckie) – odrębna dzielnica książęca w ramach Rusi Kijowskiej i Wielkiego Księstwa Litewskiego. Jedno z potężniejszych państw magnackich I Rzeczypospolitej, zajmujące wschodnią część powiatu nowogródzkiego. Początkowo stolicą księstwa był Kopyl, a następnie Słuck.
W wieku XII w rękach Rurykowiczów. W następnym stuleciu weszło w skład Wielkiego Księstwa Litewskiego. W roku 1395 w. ks. Witold nadał je swemu stryjecznemu bratu ks. Włodzimierzowi Olgierdowiczowi jako rekompensatę za utratę Księstwa Kijowskiego. Zapoczątkował on dynastię ks. Olelkowiczów-Słuckich, władających Księstwem do końca XVI wieku. Jako posag ostatniej księżniczki słuckiej Zofii Olelkowiczówny, przechodzi ono w ręce birżańskiej linii Radziwiłłów (1600 r.). Według niezrealizowanego traktatu w Radnot (1657 r.) miało stać się częścią suwerennego państwa Bogusława Radziwiłła. Po śmierci jego córki, Ludwiki Karoliny (1695 r.), żony margrabiego Ludwika Brandenburskiego i palatyna reńskiego Karola III, oraz po długoletnim sporze pomiędzy najpotężniejszymi rodami Rzeczypospolitej (Radziwiłłowie, Sapiehowie) i Rzeszy Niemieckiej (Wittelsbachowie, Hohenzollernowie), księstwo objęła (1732 r.) nieświeska linia rodu Radziwiłłów. W wyniku II rozbioru Rzeczypospolitej (1793 r.) terytorium księstwa weszło w skład Imperium Rosyjskiego. W roku 1845 ostatni właściciel księstwa, ks. Ludwik Sayn-Wittgenstein (mąż Stefanii Radziwiłłówny), sprzedał je rządowi.

## Panowie na Księstwie Słuckim
| I.     | 1395-1398 | Włodzimierz Olgierdowicz, książę kijowski                                                                 |
| II.    | 1398-1454 | Aleksander (Olelko) Włodzimierzowicz, książę kijowski                                                     |
| III.   | 1454-1481 | Michał Olelkowicz, namiestnik Nowogrodu Wielkiego                                                         |
| IV.    | 1505-1542 | Jerzy Olelkowicz-Słucki                                                                                   |
| V.     | 1542-1560 | Szymon Olelkowicz-Słucki                                                                                  |
| VI.    | 1560-1578 | Jerzy Olelkowicz-Słucki, starosta bobrujski                                                               |
| VII.   | 1578-1586 | Jerzy Olelkowicz-Słucki                                                                                   |
| VIII.  | 1586-1600 | Zofia Olelkowiczówna, święta prawosławna                                                                  |
| IX.    | 1600-1620 | Janusz Radziwiłł, kasztelan wileński, pan na Lichtenbergu                                                 |
| X.     | 1620-1640 | Krzysztof Radziwiłł (młodszy), hetman wielki litewski, kasztelan i wojewoda wileński                      |
| XI.    | 1640-1669 | Bogusław Radziwiłł, chorąży wielki litewski, feldmarszałek szwedzki, generalny namiestnik Prus Książęcych |
| XII.   | 1669-1695 | Ludwika Karolina Radziwiłł, księżna neuburska                                                             |
| XIII.  | 1695-1717 | Karol III Filip Wittelsbach, palatyn reński, książę neuburski                                             |
| XIV.   | 1717-1729 | Józef Karol Wittelsbach, książę von Sulzbach                                                              |
| XV.    | 1732-1760 | Hieronim Florian Radziwiłł, chorąży wielki litewski                                                       |
| XVI.   | 1760-1762 | Michał Kazimierz Radziwiłł „Rybeńko”, wojewoda wileński, hetman wielki litewski                           |
| XVII.  | 1762-1786 | Hieronim Wincenty Radziwiłł, podkomorzy wielki litewski                                                   |
| XVIII. | 1786-1790 | Karol Stanisław Radziwiłł „Panie Kochanku”, wojewoda wileński                                             |
| XIX.   | 1790-1813 | Dominik Hieronim Radziwiłł, szambelan Aleksandra I, pułkownik wojsk polskich                              |
| XX.    | 1813-1828 | Stefania Radziwiłłówna                                                                                    |
| XXI.   | 1828-1845 | Ludwik Sayn-Wittgenstein                                                                                  |